# Agneta Wallin
Agneta Kerstin Maria Wallin, född 22 december 1967 i Stockholm, är en svensk skådespelare, komiker och manusförfattare. 

## Liv och karriär
Agneta Wallin är utbildad vid Teaterhögskolorna i Stockholm och Moskva. Hon utbildade sig till manusförfattare på Nordens Folkhögskola Biskops-Arnö 1993.
Agneta Wallin var tillsammans med Peter Barlach programledare och skådespelare i URs serier Högtryck och 3-tema i början av 1990-talet. Hon ingick i de fria teatergrupperna Scenbolaget och Aspect Theatre. 1995 blev hon komedienne hos Tjadden Hellström i Norrköping och debuterade som komiker under humorfestivalen i Örebro och medverkade i Släng dig i brunnen senare samma år och återkom i programmet 1999. Samma år inleddes det mångåriga samarbetet med Judith Hollander med en rosad uppsättning av Den goda människan från Sezuan där Agneta Wallin spelade huvudrollen. Tillsammans dramatiserade Hollander och Wallin Barbro Alvings samlade utgivna verk i föreställningen Bang, bland annat på Stockholms stadsteater. Föreställningen har dramatiserats för Radioteatern och bearbetats till dokumentärfilm av Maj Wechselmann. År 2019 medverkade Wallin i Zeventines podcast Art is Alive för att tala om Bang inför nypremiären på Teater Ö2. Våren 2010 regisserade Hollander Wallins musikteaterpjäs Tintin & Piratkopiorna på Södra Teatern, i vilken frågor om upphovsrätt, yttrandefrihet och integritet diskuteras på ett filosofiskt och humoristiskt plan.
Tillsammans med Lasse Nilsen och Erik Löfmarck driver Agneta Wallin humorklubben Lobbyn, komiker för och emot samhällsutvecklingen.

## TV-produktioner
- 1991 3-Tema
- 1992 Högtryck
- 1995 Släng dig i brunnen
- 1999 Släng dig i brunnen
- 2008 Bang och världshistorien
- 2009 RAW

## Teater-produktioner (i urval)
- 1992 Antigone
- 1993 Medea
- 1994 Bernarda Albas hus
- 1995 Skrot och skratt
- 1999 Den goda Människan från Sezuan
- 2001 Den kaukasiska kritcirkeln
- 2002 Den jäktade
- 2004- Bang
- 2006 Vi betalar inte, vi betalar inte
- 2010 Tintin & Piratkopiorna

## Podcast-produktioner
- 2019 Art is Alive